# Dolunay Soysert

## Biografie
Dolunay Soysert s-a născut în Adana. A absolvit Arheologia și Istoria Artei la Universitatea din Istanbul. După ce a studiat Teatru la Centrul de Artă Müjdat Gezen, a lucrat la Teatrul Orașului Istanbul timp de patru ani. În plus, a petrecut patru ani în SUA la Studioul Sally Johnson.
Soysert a fost căsătorită cu actorul Sinan Tuzcu din 2006 până în 2016.

## Filmografie

### Filme și seriale TV
- Kaygısızlar (1994)
- Sekizinci Saat (1995)
- Çılgın Bediş (1996)
- Baskül Ailesi (1997)
- Republica (1998)
- Kuzgun (1999)
- D-na. Diamantele lui Salkım (1999)
- Bir İstanbul Masalı (2003)
- Sultan Makamı (2003)
- Yürek Çığlığı (2004)
- Zor Adam (2004)
- Kalbin Zamanı (2004)
- Omuz Omuza (2004)
- Avrupa Yakası (2004)
- Yine de Aşığım (2005)
- Kırık Kalpler Durağı (2005)
- Bebeğim (2006)
- Tövbe (2006)
- İlk Aşk (2006)
- Hacı (2006)
- Mavi Gözlü Dev (2007)
- Açık Mutfak (2009)
- Orada (2009)
- Benim Annem Bir Melek (2008–2010)
- Veda (2010)
- Adanalı (2010)
- Başrolde Aşk (2011)
- Kayıp (2013)
- Urfalıyam Ezelden (2014)
- Muhteşem Yüzyıl (2014)
- Son Çıkış (2015)
- Seddülbahir 32 Saat (2016)
- Çifte Saadet (2016)
- Bana Sevmeyi Anlat (2016)
- Kayıt Dışı (2017)
- Elimi Bırakma (2018–2019)
- Bücür (2018)
- Ya İstiklal Ya Ölüm (2020)
- Terapist (2020)
- OZN (2021)
- İkimizin Sırrı (2021)

### Teatru
- İki Kova Su
- Elma Dersem Çık
- İbiş'in Rüyası
- Le Bourgeois gentilhomme
- Silvanlı Kadınlar
- Buluşma (2004)
- Ayşe Opereti (2005)
- Can Tarlası (2007)
- Sürmanşet (2008)
- CAM (2010)
- Çehov Makinası (2012)
- Personel (2015)
- Kul (2018)

## Premii şi nominalizări
| Premii | Premii                                  | Premii                                 | Premii   | Premii |
| An     | Adjudecare                              | Categorie                              | Rezultat |        |
| ------ | --------------------------------------- | -------------------------------------- | -------- | ------ |
| 2004   | Asociația Cinematografilor Contemporani | Actriță care dă speranță               | Câştigat |        |
| 2005   | 9. Premiile de teatru Afife             | Cea mai de succes actriță a anului     | Câştigat |        |
| 2007   | 9. Întâlnirea Teatrului Eyüpoğlu        | Cel mai bun artist de teatru al anului | Câştigat |        |